# Hipogeu

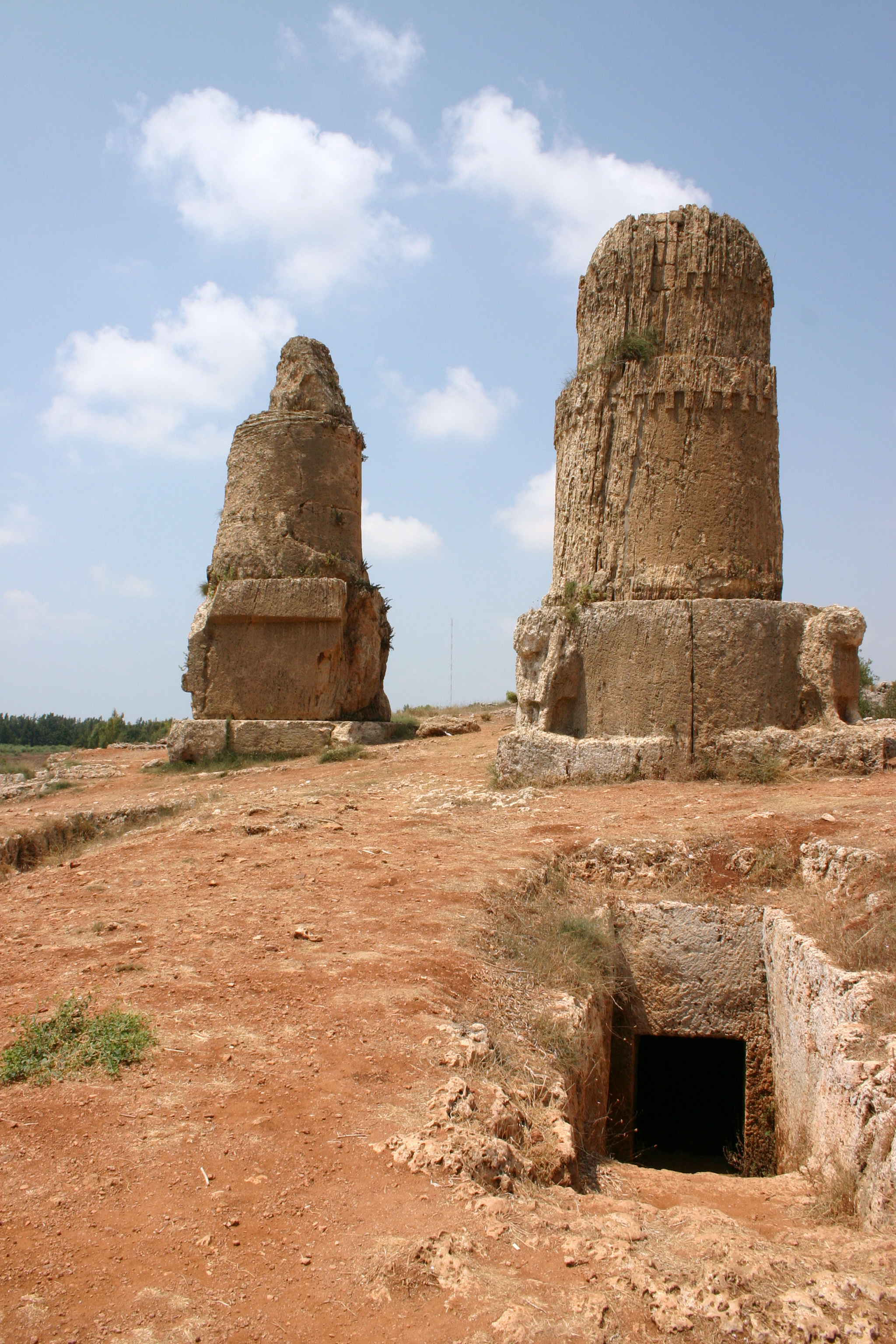
Intrarea în hipogeul din Amrit, Siria

Hipogeu (din greacă ὑπόγαιο sub+pământ) este o construcție subterană, din antichitate, alcătuită din mai multe încăperi, destinate să servească de mormânt.
De regulă, hipogeul era un mormânt săpat în piatră, care înlocuia grota naturală, cu una sau mai multe camere, definind o grotă artificială, în care erau depuse mai multe cadavre.
Prin anul 1500 î.Cr., faraonii din Egiptul Antic preferau să pună să li se sape mormintele (hipogee) în pereții abrupți ai munților din fața orașului Teba, în Valea Regilor. Ca și vechile mastaba, hipogeele sunt alcătuite dintr-o încăpere de cult care cuprinde mai multe săli foarte mari, ornate cu basoreliefuri sau cu picturi. Un puț tainic duce la camera sarcofagului.

## Mormântul hipogeu roman "cu banchet" din Tomis - Constanța
În România, la Constanța, în data de 25 februarie 1988 a fost descoperit un mormânt hipogeu, fost cavou de familie, construit în anticul Tomis în secolul IV. În mormânt se regăsesc două faze de depuneri funerare, o frescă reprezentând șapte personaje ce iau parte la un festin funerar și reprezentări cu o serie de animale cu valoare simbolică: păuni, porumbei, potârnichi și un iepure, dar și alte motive tradiționale din secolul IV.
Cavoul – hipogeu de la Tomis este considerat de către specialiști drept cel mai reprezentativ monument al ideologiei păgâne de la Dunărea de Jos. În acest complex se găsesc imaginile unor divinități păgâne (Isis, Harpocrate, Hercule, Afrodita, Eros) alături de cea a defunctului și de scena așa – zisului banchet funerar, care conține elemente iconografice posibil creștine.
Picturile hipogeelor romane, datate în perioada secolelor IV-VI p.Chr., aflate în zona Dobrogei la Ostrov, Silistra și Mangalia, alături de cele trei cunoscute în Constanța, sunt variante provinciale ale tehnicii romane clasice, asemănătoare cu picturile din hipogeele și catacombele din aceeași perioadă de sinteză, situate în alte zone.